# François-Mathieu-Marie Dahirel
François-Mathieu-Marie Dahirel, sieur de la Bourdonnais, né le 19 juin 1771 à Josselin et mort le 11 juin 1857 à Saint-Allouestre, est un homme politique français.

## Biographie
Avocat dans son pays natal, il appartient quelque temps à l'armée, puis se fixe à Ploërmel, et est dans cette ville receveur de district et administrateur de l'hospice. Le 22 août 1815, il est élu député par le collège de département du Morbihan. 
Il est de la majorité de la « Chambre introuvable », où, d'ailleurs, il ne prend jamais la parole.
Gendre de Joseph-Golven Tuault de La Bouverie, il est le père de François Marie Hyacinthe Dahirel.

## Sources
- « François-Mathieu-Marie Dahirel », dans Adolphe Robert et Gaston Cougny, Dictionnaire des parlementaires français, Edgar Bourloton, 1889-1891 [détail de l’édition]